# Eupithecia arenicola
Eupithecia arenicola är en fjärilsart som beskrevs av Rothschild 1913. Eupithecia arenicola ingår i släktet Eupithecia och familjen mätare. Inga underarter finns listade i Catalogue of Life.